# Bacopa decumbens
Bacopa decumbens är en grobladsväxtart som först beskrevs av Merritt Lyndon Fernald, och fick sitt nu gällande namn av Frederic Newton Williams. Bacopa decumbens ingår i släktet tjockbladssläktet, och familjen grobladsväxter. Inga underarter finns listade i Catalogue of Life.